# Down (band)
Down is een Amerikaanse heavymetalband afkomstig uit New Orleans en opgericht in 1991. De huidige bezetting van de band bestaat uit zanger Phil Anselmo (Pantera), gitarist Pepper Keenan (Corrosion of Conformity), gitarist Bobby Landgraf (Honky), bassist Pat Bruders (Goatwhore) en drummer Jimmy Bower (Crowbar, Eyehategod en Superjoint Ritual). De band bracht tot nu toe drie studioalbums, één live-album en twee ep's uit.

## Discografie

### Albums

#### Studioalbums
- NOLA (1995)
- Down II: A Bustle in Your Hedgerow (2002)
- Down III: Over the Under (2007)

#### EP
- Down IV – Part I (2012)
- Down IV – Part II (2014)

#### Live-albums
- Diary of a Mad Band: Europe in the Year of VI (2010)

## Bandleden
Huidige leden
- Phil Anselmo – zang (1991 - heden)
- Pepper Keenan – gitaar (1991 - heden)
- Jimmy Bower – drums (1991 - heden)
- Patrick Bruders – basgitaar (2011 - heden)
- Bobby Landgraf – gitaar (2013 - heden)

Voormalige leden
- Todd Strange –basgitaar (1991 - 1999)
- Kirk Windstein – gitaar (1991 - 2013)
- Rex Brown – basgitaar (1999 - 2011)

Toerlid
- Danny Theriot – basgitaar (2009)

Hellfest 2013
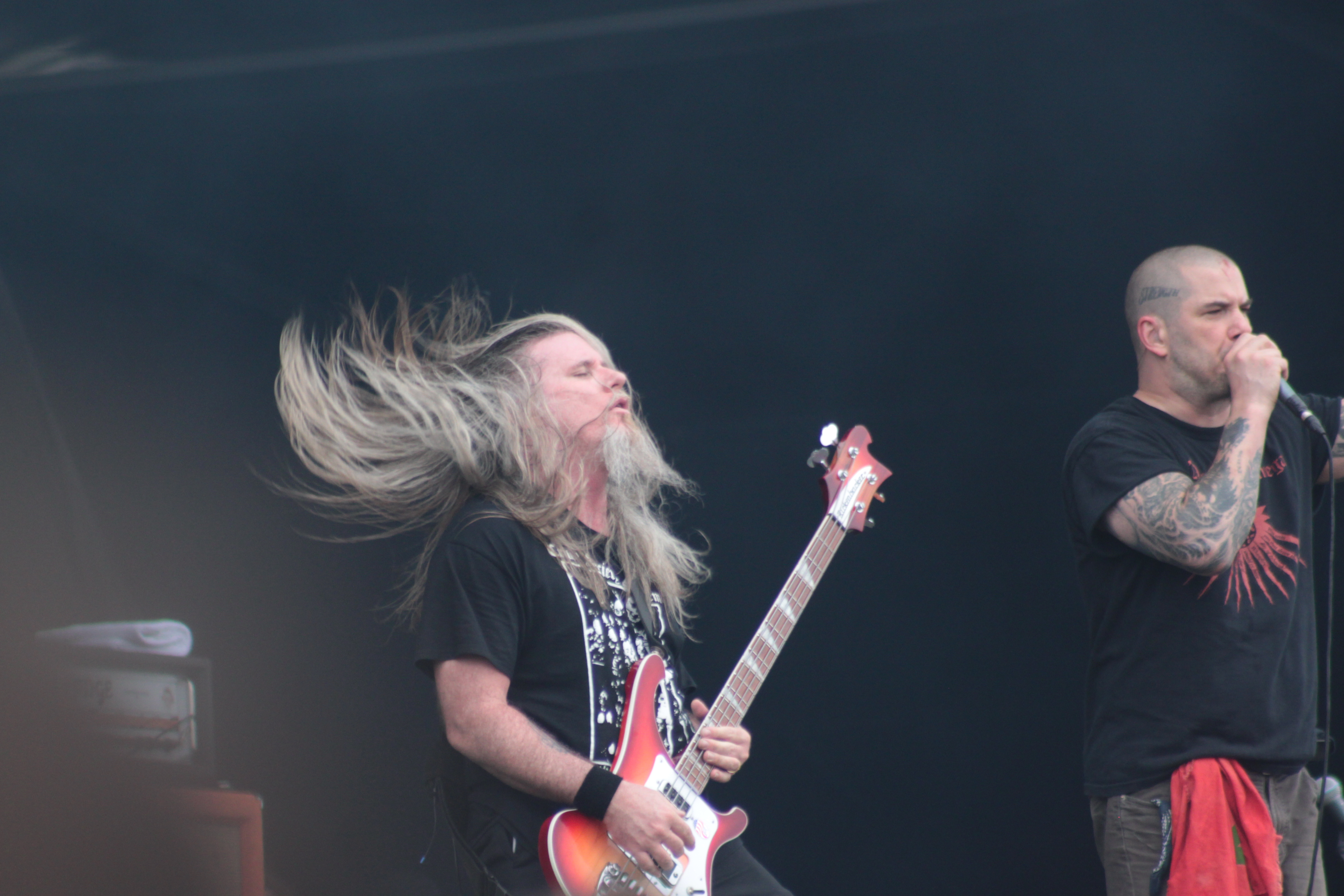
Patrick Bruders & Phil Anselmo
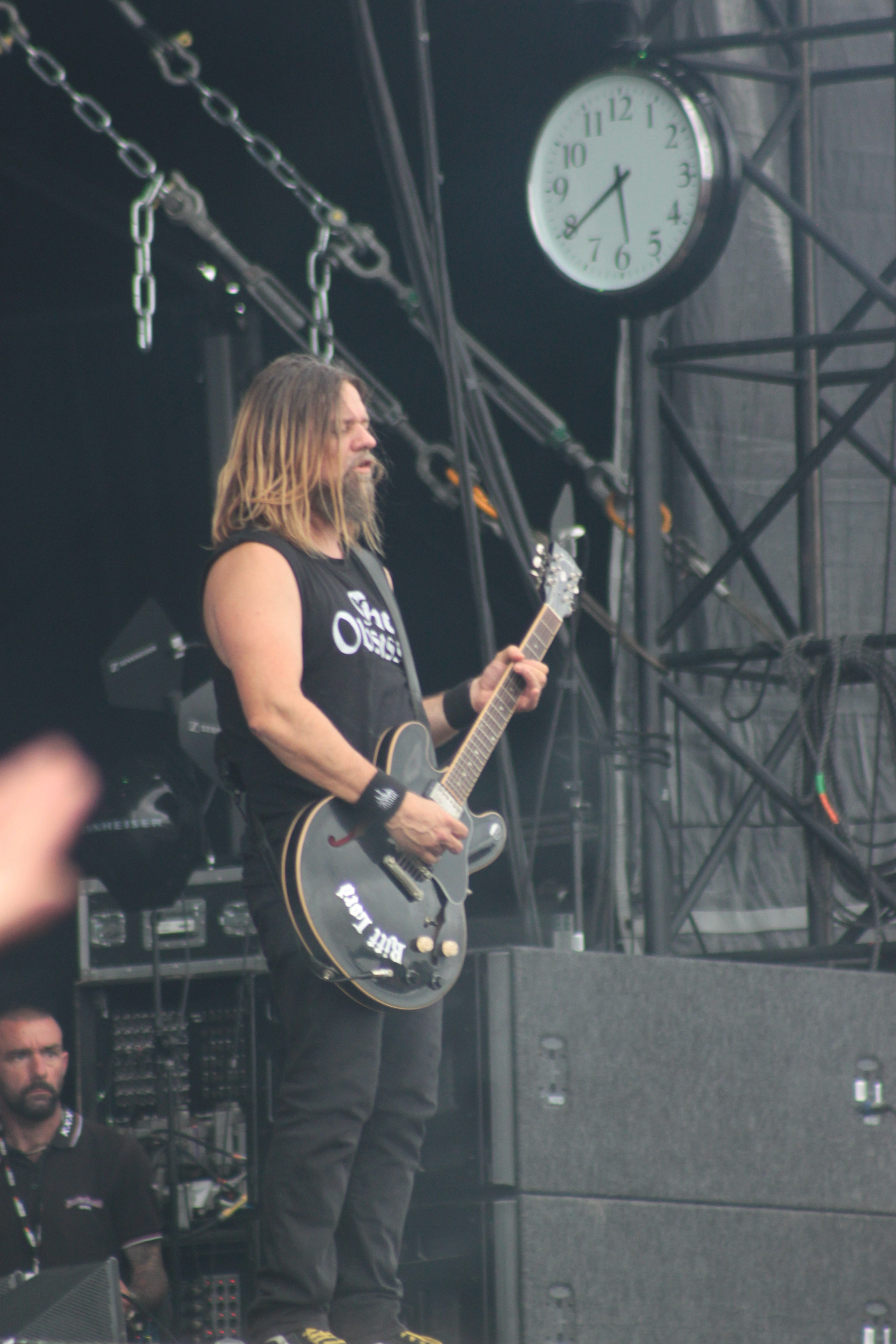
Pepper Keenan
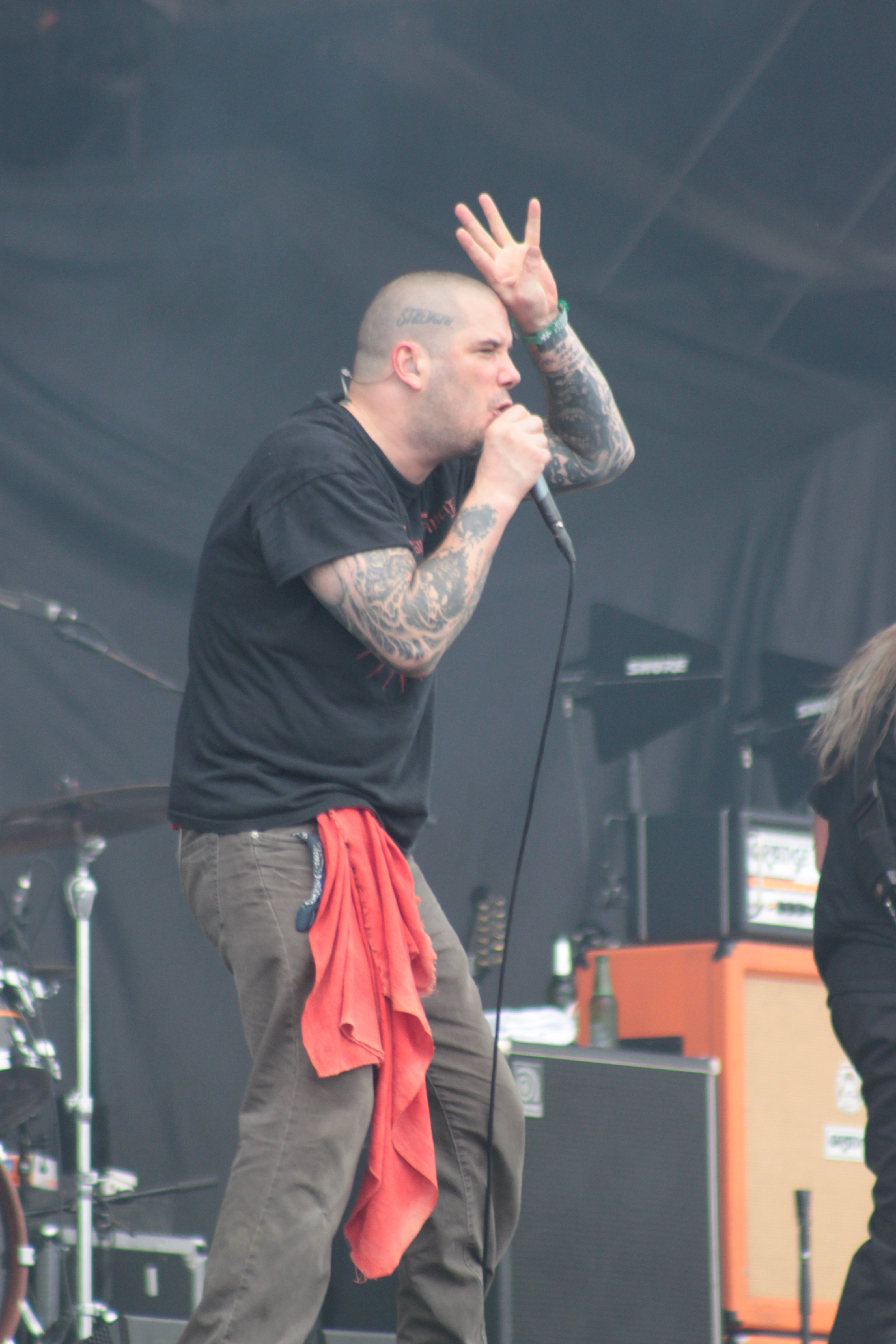
Phil Anselmo
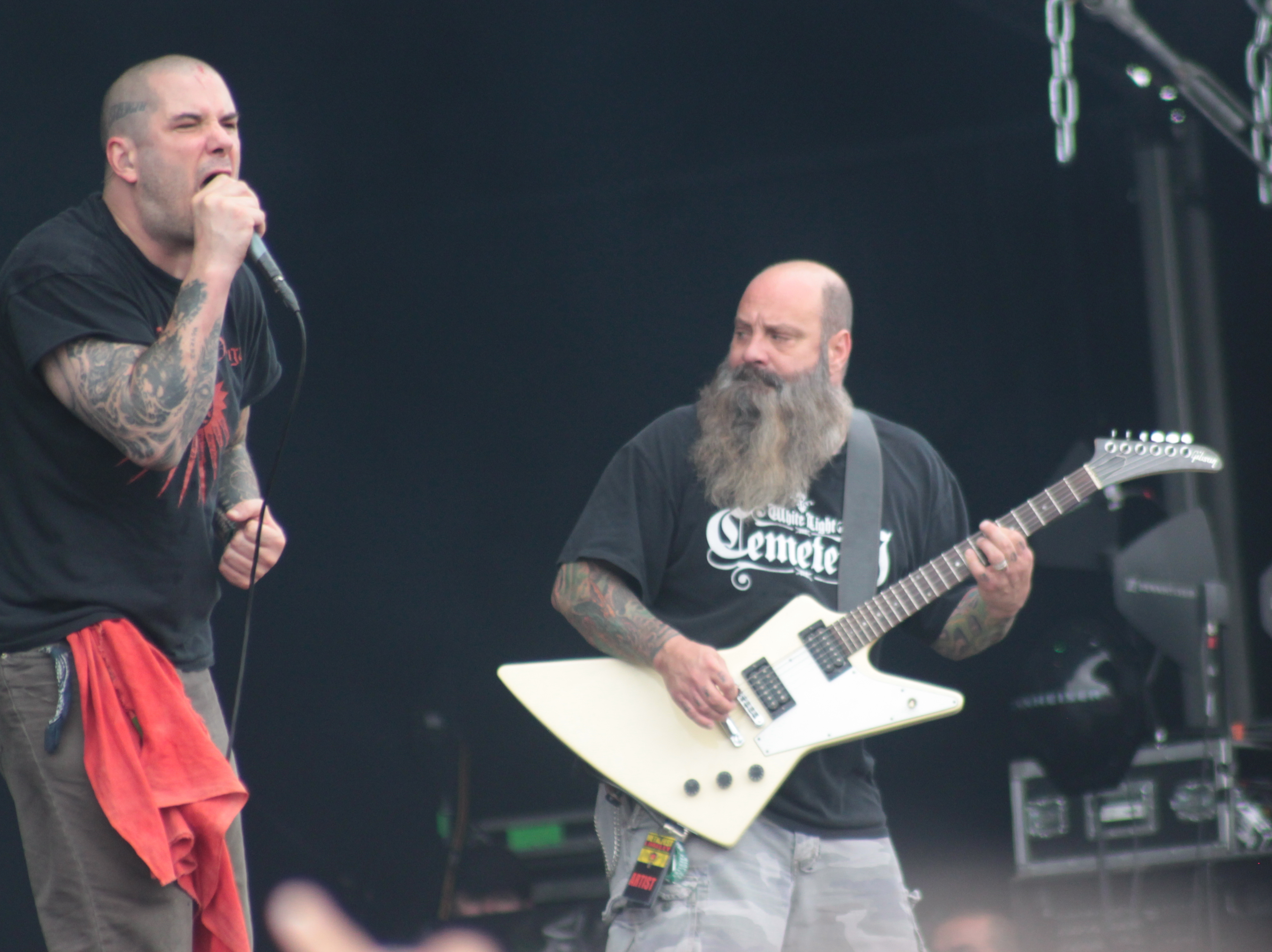
Phil Anselmo & Kirk Windstein